# The Standells
 The Standells waren eine US-amerikanische Band aus Los Angeles.
Die Gruppe ist ein klassischer Vertreter des Garagenrock der 1960er Jahre. Die Musik ist als einfacher, rauer Rock ’n’ Roll oder Rhythm & Blues zu bezeichnen. Einige Texte reflektierten den Groll der amerikanischen Jugend gegen ihre Eltern und die Gesellschaft. Der Bandname leitet sich ab von dem englischen Wort Stand für Stehen. Der Legende nach dachte die Band im Stehen darüber nach, wie sie sich nennen könnten. Als ihnen bewusst wurde, dass sie herumstanden, war der Name gefunden.

## Bandgeschichte
Die Band begann unter dem Namen Larry Tamblyn And The Standells und nahm unter dem Namen 1964 ihre erste Single auf. Die Band verkürzte ihren Namen anschließend auf The Standells. Die ersten Veröffentlichungen der Band waren nach kommerziellen Mustern gestrickte Twist- oder Rock-’n’-Roll-Aufnahmen. Es kam zu einem ersten Album und mehreren Single-Veröffentlichungen bei Liberty Records, anschließend zu Veröffentlichungen bei MGM und Vee-Jay Records. In dieser Zeit waren sie eine populäre lokale Band, die immerhin in dem Film Get Yourself A College Girl auftrat. Auf dem Soundtrack waren sie mit zwei Liedern vertreten, was ihre Bekanntheit zwar erhöhte, aber zu keinem großen Erfolg führte. Die Standells in der Besetzung Larry Tamblyn, Gary Lane, Tony Valentino und Dick Dodd traten 1965 auch in der Folge „Far Out Munsters“ (deutsch: „Rock im Munster-Haus“) der TV-Serie The Munsters auf, wo sie die Eigenkomposition Come On and Ringo und eine Coverversion der Beatles-Nummer I Want to Hold Your Hand spielten.
Die Kehrtwende kam in der Person von Ed Cobb. Er produzierte die Band für die zwei Singles auf dem Vee Jay Label. Begeistert von dem Potential der Band überredete er sie, für das Tower Records Label eine seiner Kompositionen einzuspielen. Sie erschien 1966 unter dem Titel Dirty Water. Cobb produzierte die Single und gab der Band einen raueren und aggressiveren Klang. Die Band hasste diese Aufnahmen und war überrascht, als die Single Platz 11 in den amerikanischen Charts erklomm. Angetan von dem Erfolg arbeiteten sie weiterhin mit Cobb zusammen. Es folgten die Singles Sometimes Good Guys Don’t Wear White (Platz 43 in den US-Charts) und Why Pick On Me (Platz 54 in den US-Charts) und drei Alben noch im gleichen Jahr.
Das Jahr 1967 brachte zunächst kaum Erfolge. Die Single und das Album Try It! wurden wegen der eindeutigen sexuellen Anspielungen im Text von Radiostationen und Händlern boykottiert. Um wieder Anschluss an die vorherigen Erfolge zu bekommen, wurde die anschließende Single unter dem Namen The Sllednats (Standells rückwärts Buchstabiert) veröffentlicht. Man hielt es für einen humoristischen Marketingtrick, der den Flop der Single jedoch erst perfekt machte. Die darauf folgende Single Riot On Sunset Strip, das von den Unruhen zwischen Polizisten und Hippies auf dem Sunset Strip in Los Angeles handelte, konnte sich wieder in den Charts auf Position 133 platzieren. Die Single wurde für das B-Movie Riot On Sunset Strip eingespielt, in dem die Band, neben The Chocolate Watch Band, auch zu sehen war. Es wurden bis 1968 noch zwei weitere Singles veröffentlicht, von denen eine Platz 78 in den Charts erreicht hatte, als die Zusammenarbeit mit Ed Cobb endete. Es führte schließlich zur Auflösung der Band.

## Diskografie
- 1964: The Standells In Person At PJ'S Dirty Water (Livealbum, wurde später unter dem Titel Live And Out of Sight Wiederveröffentlicht)
- 1966: Dirty Water
- 1966: Why Pick On Me – Sometimes Good Guys Don't Wear White
- 1966: The Hot Ones
- 1967: Try It!

- 1964: Get Yourself A College Girl (Soundtrack)
- 1967: Riot On Sunset Strip (Soundtrack)